# Loved Me Back to Life (canção)
"Love Me Back to Life" é uma canção da cantora canadense Céline Dion, gravada para o seu futuro álbum de estúdio Loved Me Back to Life. Lançada em 3 de setembro de 2013, a faixa foi escrita por Sia Furler, Hasham Hussain e Denarius Motes, sendo produzida por estes dois últimos.

## Composição e lançamento
"Loved Me Back to Life" é uma balada cantada em tom menor, acompanhada por um refrão que apresenta elementos de dubstep. Foi escrita por Sia Furler, que, em muitas realizações, providenciou os vocais da canção "Titanium" de David Guetta, e escreveu "Diamonds" de Rihanna. A faixa foi produzida por Hasham Hussain e Denarius Motes, que também contribuíram com a escrita."Loved Me Back to Life" estreou nas rádios no dia 3 de setembro de 2013, e foi lançado em formato download digital no mesmo dia. O áudio oficial da canção foi, em seguida, lançado no canal oficial de Dion no Vevo.

## Divulgação
Dion surpreendeu o público de sua turnê Sans attendre Tour em 27 de julho de 2013, na cidade de Quebec, cantando pela primeira vez ao público "Loved Me Back to Life". A cantora apresentou a faixa durante o programa Jimmy Kimmel Live! em 6 de setembro de 2013 e no The Ellen DeGeneres Show em 11 de setembro de 2013.

## Desempenho nas tabelas musicais
| Tabela (2013)                            | Melhor posição |
| ---------------------------------------- | -------------- |
| Alemanha (Media Control Charts)          | 80             |
| Bélgica (Ultratop 40 da Valônia)         | 30             |
| Bélgica (Ultratop 50 da Flanders)        | 28             |
| Canadá (Canadian Hot 100)                | 26             |
| Coreia do Sul (Gaon International Chart) | 17             |
| Estados Unidos (Adult Contemporary)      | 24             |
| França (SNEP)                            | 36             |
| Irlanda (IRMA)                           | 29             |
| Líbano (The Official Lebanese Top 20)    | 2              |
| Suíça (Schweizer Hitparade)              | 65             |

## Histórico de lançamento
| País  | Data                  | Formato(s)       | Gravadora        |
| ----- | --------------------- | ---------------- | ---------------- |
| Mundo | 3 de setembro de 2013 | Download digital | Columbia Records |